# Ева: Тайните на една малолетна
"Ева: Тайните на една малолетна" (на немски: Die Halbzarte) е австрийска комедия от 1959 година с участието на Роми Шнайдер и Магда Шнайдер.

## Сюжет
Във Виена семейство Дасау живее повече от скромно. Те са хора на изкуството. Госпожа Дасау (Магда Шнайдер) създава малки музикални романси. Господин Дасау (Йозеф Мейнрад) пише криминални романи. Най-младият член на семейството, Томас (Алфред Костас) жонглира с всичко, което му попадне в ръцете, а по-голямята му сестра, Бригите (Гертрауд Йесерер) е художничка. Най-възрастната сестра, Никол (Роми Шнайдер) е продавачка в книжарница, която пише очарователни стихотворения.
В ръцете на Никол попада роман, написан от едно седемнадесетгодишно момиче, на име Ева. Този роман дава на Никол идея, чрез която тя ще се справи с бедността на семейството си. Никол решава да напише инкогнито пиеса, чийто сюжет изобилства от еротика и я озаглавява „Спомените на едно седемнадесетгодишно момиче“. Пиесата добива голяма популярност, но името на автора и остава строго пазена тайна. Когато един критик, господин Дот (Карлос Томпсън) пристига от Ню Йорк във Виена, за да откупи правата на пиесата за Бродуей и Холивуд, той поставя едно условие, да се запознае с автора...

## В ролите
- Роми Шнайдер като Никол Дасау
- Карлос Томпсън като Ървинг Дот
- Магда Шнайдер като госпожа Дасау
- Гертрауд Йесерер като Бригите Дасау
- Алфред Костас като Томас Дасау
- Йозеф Мейнрад като господин Дасау
- Рудолф Форстер като Хофрат фон Лайтнер
- Ерни Манголд като Мизи Шранц
- Хелмут Лонер като студента[1]

## Номинации
- Номинация за Златна палма за най-добър филм от Международния кинофестивал в Кан, Франция през 1959 година.[2]